# Lacanobia subcontigua
Lacanobia subcontigua är en fjärilsart som beskrevs av Eduard Friedrich Eversmann 1852. Lacanobia subcontigua ingår i släktet Lacanobia och familjen nattflyn. Inga underarter finns listade i Catalogue of Life.